# Loșakova Huta, Kozeleț
Loșakova Huta (în ucraineană Лошакова Гута) este un sat în comuna Kosacivka din raionul Kozeleț, regiunea Cernihiv, Ucraina.

## Demografie
Componența lingvistică a localității Loșakova Huta
     Ucraineană (99,33%)
     Alte limbi (0,67%)
Conform recensământului din 2001, majoritatea populației localității Loșakova Huta era vorbitoare de ucraineană (99,33%), existând în minoritate și vorbitori de alte limbi.